# Адрієн Бертран

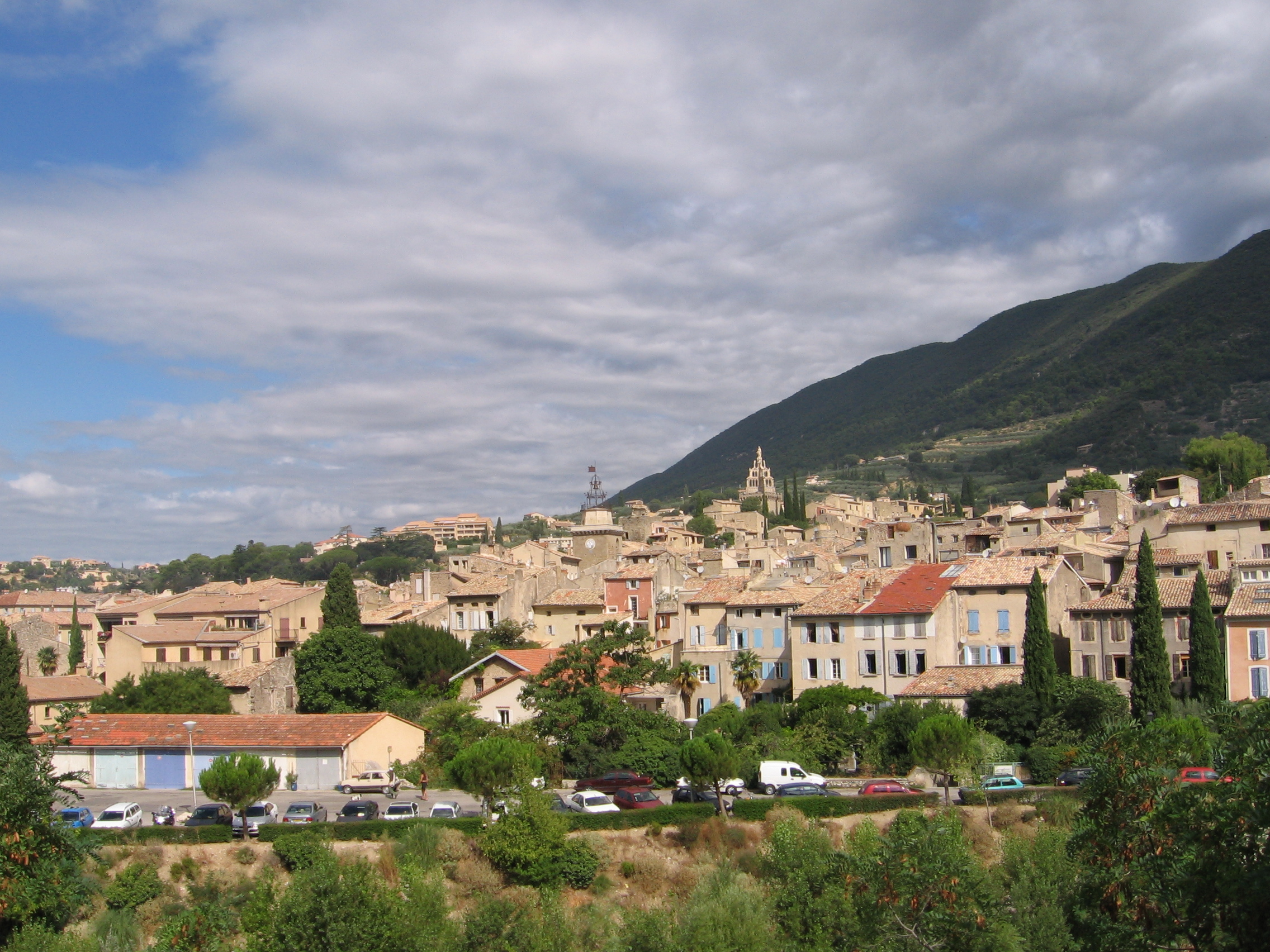
Ніон, рідне місто Адрієна Бертрана.

Адріє́н Бертра́н (фр. Adrien Bertrand, * 4 серпня 1888, Ніон, Франція — † 18 листопада 1917, Ґрасс, Франція) — французький письменник і журналіст, лауреат Ґонкурівської премії (1914) за роман «Поклик землі» (присуджено в 1916).

## Біографія
Адрієн Бертран походив по матері з давнього ніонського роду Вінь (Vigne). Мав молодшого брата — Жоржа Етьєна. Провів дитячі й підліткові роки в Ніоні. Закінчивши Ельзаську школу в Парижі й Ліцей Людовика Великого, він відвідував столичні літературні гуртки, в тому числі й гурток поета Катулла Мандеса. Здобув вищу освіту. На прожиття заробляв, працюючи журналістом у кількох часописах (зокрема, Paris-Midi та L'Homme libre). Публікував свої вірші, які можна вважати сюрреалістичними й неокласицистичними.
У лютому 1908 року Адрієн Бертран разом із Альфредом Машаром заснував літературний журнал «Химери» (Les Chiméres), у якому дебютував, крім інших молодих поетів, Венсан Мюзеллі.
Адрієн Бертран був одружений. 1927 року його жінка Сюзанна Адрієн-Бертран опублікувала книжку «Пережите, або Сучасна жінка перед чоловіками й перед коханням» (Expériences, ou Une femme d'aujourd'hui devant les hommes et devant l'amour), у якій є ремінісценції з її подружнього життя.
Адрієн Бертран мав пацифістські погляди, але коли почалася Перша світова війна, відразу ж вступив до французької армії. Служив у кавалерії, три місяці брав участь у боях на французько-німецькому фронті (Прикордонна битва) і кілька разів відзначився — зокрема, здобув трофей — шаблю німецького офіцера кавалерії. 1 листопада 1914 року в лісі біля Паруа лейтенанта Бертрана поранено. Осколок снаряда потрапив у грудну клітку й ушкодив легені й аорту. Бертран став кавалером Ордена Почесного легіону. Повернувшись із війни, провадив парламентську колонку у виданні L'Homme libre, з чого й жив. Пообіцявши посприяти одному молодому письменникові, Бертран написав рецензію на його роман. У часописі зволікали з її опублікуванням, тож Бертран поставив секретареві редакції умову: «Даю вам чотири дні на опублікування статті. Якщо не вкладетеся, то подам на звільнення». Перед смертю він заповів Ґонкурівській академії грошовий спадок і започаткував так звану Ґонкурівську поетичну біржу. Її коштом преміюють поетів за їхній загальний доробок. До числа нагороджених належать Клод Руа (1985), Ів Бонфуа (1986), Андре Шедід (2002) і Філіп Жаккотте (2003). В останні дні життя Адрієн Бертран роздарував приятелям і друзям свої книжки з автографами. Через невиліковну фронтову рану письменник помер 18 листопада 1917 року в Ґрассі. Похований у Ніоні, в родинному гробівці. Одну з вулиць цього міста названо іменем Адрієна Бертрана.

## Творчість
Адрієн Бертран, за визначенням Андре Біллі, був прозаїк, а передусім поет. Своїми двома творами — «Поклик землі» та «Гроза над садом Кандіда» — він започаткував жанр ідеологічного роману.
У 1916 році Бертран отримав Ґонкурівську премію 1914 року за перший із цих романів, у якому описано фронтові будні й солдатів, які, зазнавши жахіть, задумуються над мотивами їхнього бажання воювати, над своїми ідеалами й поступово доходять висновку про руйнівну роль сліпого патріотизму.

| «Батальйон альпійських стрільців бере участь у боях, від яких «залежить доля країни». Щоразу люди згоджуються на самопожертву й з легким серцем ідуть на смерть. Тим самим відповідають на поклик землі й на своє прагнення залишатися французами. З хлоп'ячим педантизмом, ставлячи наголоси в дусі Моріса Барреса, Адрієн Бертран подає низку діалогів лейтенанта Фабра, сержанта Вессетта і капітана де Кере, щоб запропонувати «філософську концепцію» війни й викликаного нею геройського духу. Бойові атаки, «Марсельєза», дощ, грязюка і шпиталь. Вино, кава, суп, солдатські харчі, тушкованка, сардини і шоколад»[9]. |
Філософський роман «Гроза над садом Кандіда» закінчено кілька тижнів перед смертю автора й позначено його відчуттям приречености, сюрреалістичністю та інтроспективністю. Цей твір складається з чотирьох частин.

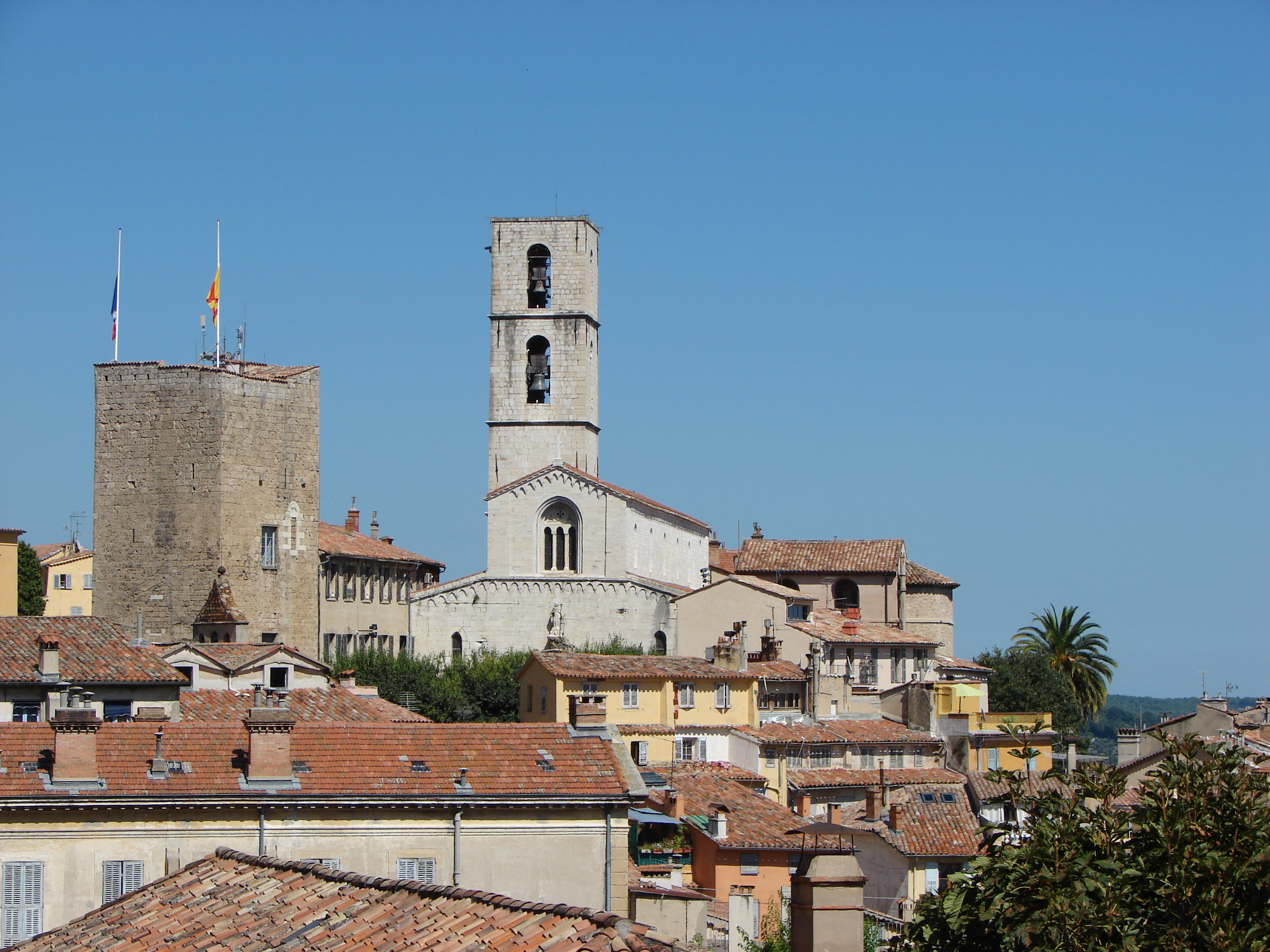
Ґрасс — місто, у якому помер Адрієн Бертран.

У першій частині — «Про дощ, що зненацька застукав Кандіда в його саду, і про його зустріч з багатьма персонажами» — Кандід зустрівся з абатом Жеромом Куаняром, Ахіллом, Дон Кіхотом, Фаустом, містером Піквіком і молодшим лейтенантом Вессеттом — головним героєм першого роману Бертрана «Поклик землі». У їхній розмові йдеться про попередню роботу Бертрана та про ідеал майбуття у світі, розореному війною.
Друга частина — «Ілюзія префекта Муція» — має в основі праці Тацита. Дія розвивається в римські часи. Головний герой Муцій, римський християнин, береться проповідувати Євангеліє германцям, а в результаті все закінчується боєм, котрий тональністю дуже нагадує бій на Марні, у якому поранено Бертрана.
Третя частина — «Воєнні записки солдата Республіканської армії» — це спогади Оґюста Руссе, учасника революційних воєн, які вела Франція. В оповіданні наголошено на темі циклічности в історії.
Четверту частину названо «Тварини в час бурі» (Les Animaux sous la tourmente). Автор перелицював кілька байок Жана Лафонтена, маючи на меті, зокрема, підняти питання про пихатість і зарозумілість тих, що належали до французької літературної еліти. Особливо ж Ромена Роллана, який вважав, що мистецтво і література мають стояти над війною, а не пристосовуватися до неї.
Адрієн Бертран також написав вірші, оповідання й одноактну віршовану п'єсу «Перша Вероніка», яку Французька академія нагородила премією «Туарак». П'єсу поставили на сцені театру «Комеді франсез» ще за життя письменника. Окремі його твори опубліковані посмертно.

## Твори
- Catulle Mendès, Sansot, 1908 — Fiction — «Катулл Мандес», есеї, 62 стор.
- Les soirs ardents, Poèsies, Sansot, 1908 — «Гарячі вечори»
- E. Brieux. Biographie-Critique, Sansot, 1910 — «Е. Бріє. Біографія-критика», есеї, 64 стор.
- Les Jardins de Priape, poèmes, Dorbon aîné, 1915 — «Сади Пріапа», поезія, 72 стор.
- La conquête de l'Autriche-Hongrie par l'Allemagne: une nouvelle forme du pangermanisme le «Zollverein», Berger-Levrault, 1916 — «Завоювання Австро-Угорщини Німеччиною: нова форма пангерманізму „Zollverein“», 58 стор.
- L'Appel du sol, roman, 1916 — «Поклик землі», роман, Ґонкурівська премія
- La première Bérénice, 1916 — «Перша Вероніка», одноактна п'єса, премія «Туарак» Французької академії
- L'Orage sur le jardin de Candide, romans philosophiques, Calmann-Lévy, 1917 — «Гроза над садом Кандіда», філософський роман, 326 стор.
- Le Verger de Cypris, poèsie, Berger-Levrault, 1917 — «Сад Кіприди», поезія, 84 стор.
- La victoire de Lorraine, 24 août — 12 septembre 1914: carnet d'un officier de dragons, Berger-Levrault, 1917 — «Перемога в Лотаринґії, 24 серпня — 12 вересня 1914: записник драгунського офіцера», 212 стор.
- L'Illusion du préfet Mucius: conte de l'an 80 de N.S. J.C., Berger-Levrault, 1919 — «Ілюзія префекта Муція», 122 стор.
- Sonnets sur la nature, Devigne, 1923 — «Сонети про природу», 17 стор.